# 殿井穂太
殿井 穂太（年齢非公開、とのい ほのた）は、日本の官能小説家。

## 作品リスト
- 奴隷姉妹　恥辱の生き地獄（2018年6月11日、二見書房）
- 鬼畜転生　愛娘の秘密（2019年5月13日、二見書房）
- 妻の娘　獣に堕ちた美少女（2020年1月14日、二見書房）
- 教え子　甘美な地獄（2020年7月13日、二見書房）
- 痴女の楽園　美少女と美熟母と僕（2021年1月12日、二見書房）
- 少女中毒 【父×娘】禁断の姦係（2021年11月11日、二見書房）
- 処女覚醒　ふしだらな遺伝子（2022年7月11日、二見書房）